# Velotte-et-Tatignécourt
Velotte-et-Tatignécourt är en kommun i departementet Vosges i regionen Grand Est (tidigare regionen Lorraine) i nordöstra Frankrike. Kommunen ligger i kantonen Dompaire som tillhör arrondissementet Épinal. År 2022 hade Velotte-et-Tatignécourt 159 invånare.

## Befolkningsutveckling
Antalet invånare i kommunen Velotte-et-Tatignécourt
| Referens: INSEE |